# Gynoplistia (Gynoplistia) pleuralis
Gynoplistia (Gynoplistia) pleuralis is een tweevleugelige uit de familie steltmuggen (Limoniidae). De soort komt voor in het Australaziatisch gebied.